# Miguel Melero Blanco
Miguel Melero Blanco (c. 1883-1938) fue un militar español que combatió en la Guerra Civil Española.

## Biografía
En julio de 1933 fue defensor militar del teniente coronel Julio Mangada durante un consejo de guerra al que se le sometió por varios delitos contra el honor militar. Cuando en julio de 1936 estalló la Guerra civil, en aquel momento Melero Blanco tenía 53 años de edad y ostentaba el rango de capitán de infantería, estando destinado en el Regimiento de Infantería «Wad-Ras» n.º 1. Jugó un importante papel en el aplastamiento de la sublevación en los Cuarteles de Carabanchel. Se mantuvo fiel a la República y durante la contienda mandó varias unidades, como la 75.ª Brigada Mixta y la 6.ª División, ascendiendo al rango de teniente coronel.
Se trasladó con su unidad al frente de Levante, donde cayó en combate a mediados de 1938.